# St. Marien Schmerzhafte Mutter

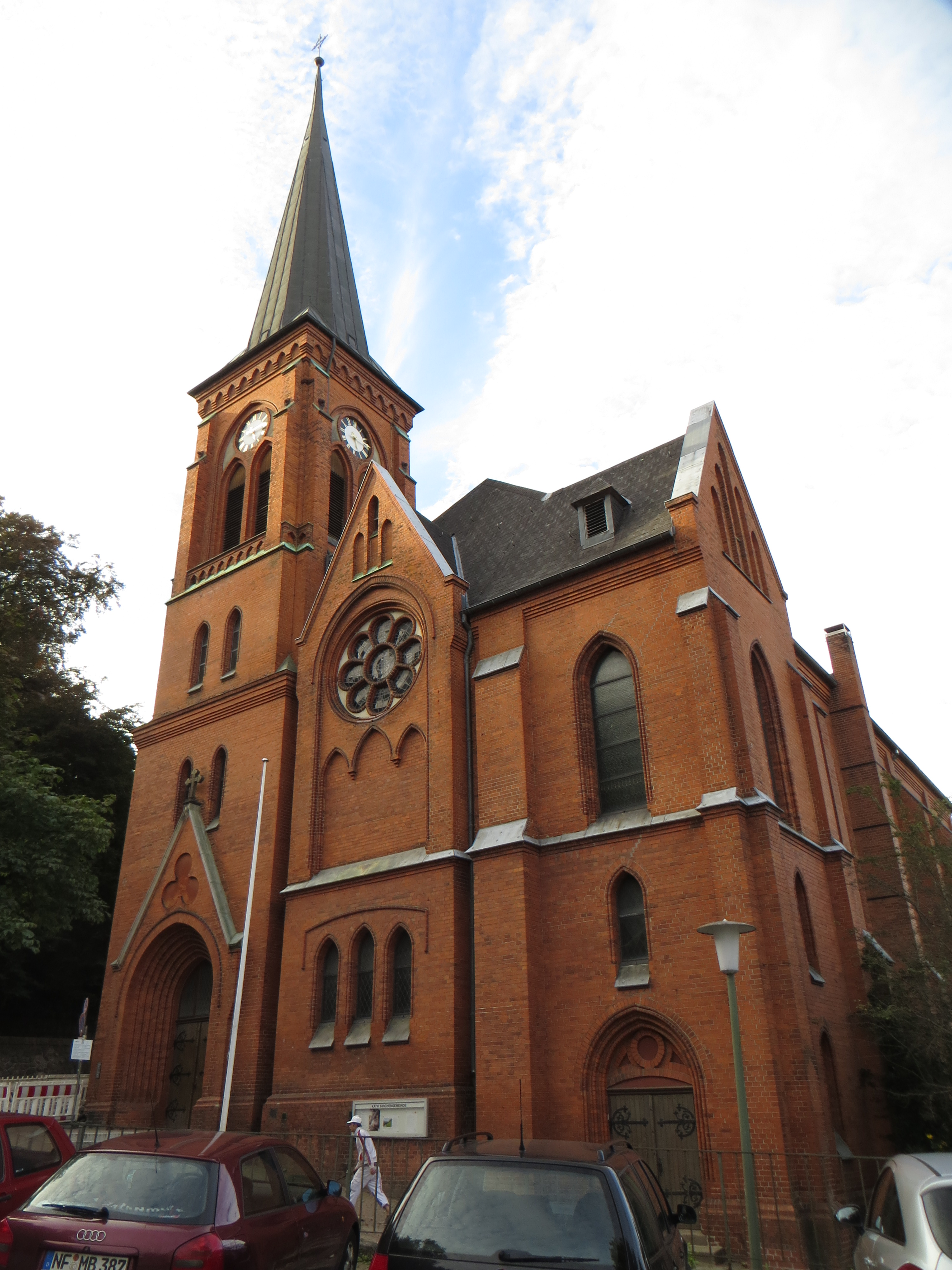
Katholische Kirche St. Marien Schmerzhafte Mutter (2013)

Die Kirche St. Marien Schmerzhafte Mutter (verkürzt auch: Katholische Kirche und Schmerzhafte Mutter) in Flensburg entstand 1898 bis 1900 im neugotischen Stil nach Plänen des Architekten Heinrich Flügel. Die römisch-katholische Pfarrkirche gehört zu den Kulturdenkmalen der Flensburger Innenstadt.

## Geschichte
Mit der Reformation war Flensburg evangelisch geworden. 1528 waren die Mönche des Franziskanerklosters St. Katharinen vertrieben worden. Während des Deutsch-Dänischen Krieges engagierte sich der Malteserorden in Flensburg (vgl. Regierungshof (Flensburg) sowie Borgerforeningen). Im Anschluss des Krieges wurde auf Grundlage der in Deutschland herrschenden Religionsfreiheit in Flensburg eine katholische Gemeinde gegründet. Bischof Paulus von Osnabrück ernannte den ehemaligen Militärpfarrer Rudolf Rave zum ersten Seelsorger der neuen Gemeinde. Zunächst durfte die Gemeinde in der Heiliggeistkirche ihre Gottesdienste halten. Der Bischof gewährte der kleinen Gemeinde kurz darauf Mittel zum Ankauf mehrerer kleiner Häuser an der Ecke Heiligengeistgang/Nordergraben. Eines dieser Häuser diente als Pfarrwohnung. 1866 wurde eines der erworbenen Häuser, das an der Stelle der heutigen Kirche stand, zu einer katholischen Kapelle umgebaut und am 29. März des besagten Jahres geweiht. Die wirtschaftliche Entwicklung Flensburgs führte in der Folgezeit zum Anwachsen der Gemeinde auf 2000 Mitglieder, so dass die Kapelle sich schon zur Jahrhundertwende als zu klein für die gewachsene Gemeinde erwies. Zu Weihnachten 1897 war letztmals eine große Zahl der Gemeindeangehörigen gezwungen, dem Gottesdienst in der Kälte vor der Tür beizuwohnen. Aus diesem Grund sollte eine neue Kirche errichtet werden, für deren Finanzierung im Vorfeld tausende Briefe mit der Bitte um Unterstützung versandt und Kollekten gesammelt wurden.
1898 begannen unter der Leitung des Hamburger Baumeisters E. Breitschneider die Neubauarbeiten für die neue Kirche, die nach Plänen des Bremer Architekten Flügel entstand. Der Bau begann unter widrigen Umständen. Beim Ausschachten stießen die Arbeiter zu Beginn auf den Stadtgraben, der aus Morast und sumpfiger Erde bestand. Erst am 19. März 1899 konnte feierlich der Grundstein gelegt werden. Am 17./18. Januar 1900 fand die Erihe der neuen Kirche statt. Gefeiert wurde zu diesem Anlass im Nordischen Hof. Zur Weihe besaß die Kirche noch keine Turmspitze. Auf dem Turm war nur ein einfaches, flaches Dach gesetzt worden. Die Wölbung im Inneren sowie der Turmhelm wurden erst 1909 vollendet. 1922 schaffte es die Gemeinde, trotz der Inflationszeit nach dem Ersten Weltkrieg ein neues Pfarrhaus am Heiligengeistgang zu errichten. Während des Zweiten Weltkrieges wurde in der ehemaligen katholischen Schule, die sich direkt südlich der Kirche befand, eine Luftschutzschule für Luftschutzwarte eingerichtet. Das besagte Gebäude, das optisch das Hauptportal verdeckte, wurde nach dem Krieg abgerissen. Dort befindet sich heute ein Parkplatz.
1980/81 wurde auf der Nordseite der Kirche ein Gemeindezentrum angebaut. Gleichzeitig wurde die abrutschende Apsis der Kirche, die auf weichem Torf und Sand errichtet worden war, mittels eines neuen Fundamentes stabilisiert. Die entstandenen Schäden am Gewölbe wurden anschließend behoben. Zum 150-jährigen Jubiläum der Gemeindegründung erhielt die Kirche 2014 ein neues Kirchendach. Die Feierlichkeiten zum 150-jährigen Bestehen der Gemeinde wurden ökumenisch begangen.
Die Kirche fungiert als Pfarrkirche einer Großpfarrei mit ungefähr 12.000 Mitgliedern, die sich bis nach Kappeln ausdehnt. Zur Flensburger Kirchengemeinde werden 9.000 Mitglieder gerechnet. In Mürwik befindet sich mit der St.-Ansgar-Kirche eine zweite katholische Kirche im Stadtgebiet. Die St.-Michael-Kirche in Weiche wurde nach dem Abzug der Bundeswehr geschlossen. In den Vororten Harrislee und Glücksburg befinden sich zwei weitere katholische Kirchen (St. Laurentius (Glücksburg) und St. Anna).
Die katholische Kirche St. Marien Schmerzhafte Mutter besitzt heute die Adressen Nordergraben 36 und Heiligengeistgang 16/18. Vor der Kirche befindet sich eine Bushaltestelle, mit dem Stationsnamen „Katholische Kirche“.

## Architektur und Ausstattung
Die backsteinerne Hallenkirche wurde in der Formgebung der Neugotik errichtet. Sie befindet sich in einer städtebaulich hervorstechenden Hanglage auf der Westseite oberhalb der Flensburger Innenstadt, neben der kleinen Villenburg namens Burg Schöneck. Der polygonale Chor ist nach Norden ausgerichtet. An der westlichen Langseite führt die Straße Nordergraben entlang der Kirche. Im Südwesten des Baukörpers befindet sich der Kirchturm. Im Turm hängt ein dreistimmiges Geläut von Bronzeglocken mit folgender Schlagtonreihe: f' – g' – b'. In der Südseite des Turmes befindet sich das Hauptportal der Kirche. Ebenfalls auf der Südseite befindet sich eine große Fensterrosette. Im inneren ein Kreuzrippengewölbe. Von der Innenausstattung blieben die Kirchenbänke, hölzerne Heiligenfiguren und Bilder mit der Darstellung der Kreuzwegstationen erhalten. Zur Kirche gehört heute auch die kleine Josefskapelle, die vom Hofeingang erreichbar ist.

## Orgel

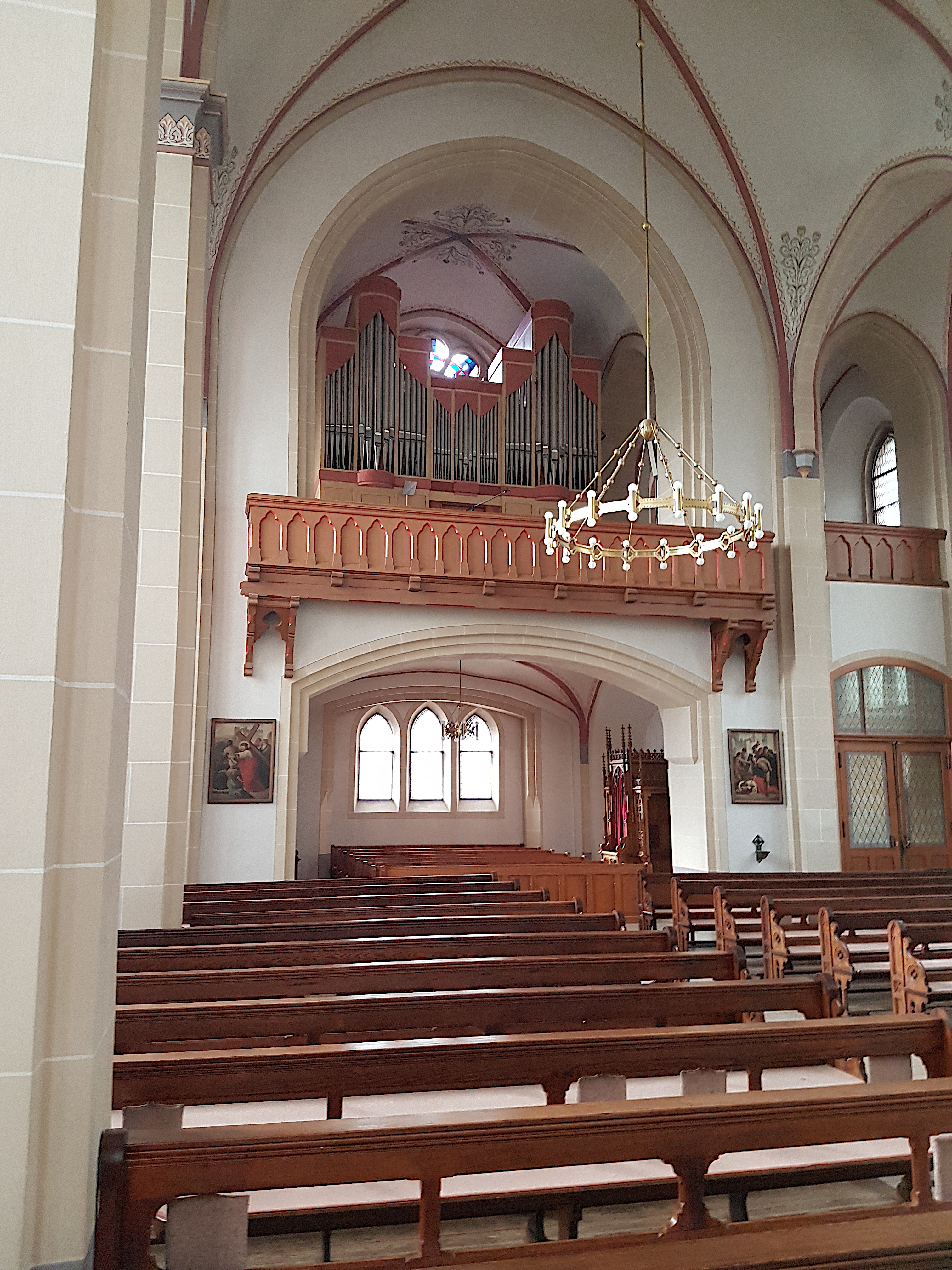
Orgel

Die heutige Orgel wurde im Jahr 2001 von der Werkstatt Michael Becker Orgelbau errichtet. Sie verfügt über 23 Register auf zwei Manualen und Pedal, die über Schleifladen mit mechanischer Traktur angespielt werden. Die Disposition ist wie folgt:
| I Hauptwerk |              |       |
| 1.          | Principal    | 8′    |
| 2.          | Konzertflöte | 8′    |
| 3.          | Holzflöte    | 8′    |
| 4.          | Oktave       | 4′    |
| 5.          | Gedackt      | 4′    |
| 6.          | Oktave       | 2′    |
| 7.          | Mixtur IV    | 1 ⁄3′ |
| 8.          | Trompete     | 8′    |

| II Schwellwerk |                |    |
| 9.             | Gedackt        | 8′ |
| 10.            | Gambe          | 8′ |
| 11.            | Schwebung      | 8′ |
| 12.            | Fugara         | 4′ |
| 13.            | Querflöte      | 4′ |
| 14.            | Piccolo        | 2′ |
| 15.            | Sesquialter II |    |
| 16.            | Mixtur III-IV  | 2′ |
| 17.            | Oboe           | 8′ |
| 18.            | Vox humana     | 8′ |

| Pedal |            |     |
| 19.   | Subbaß     | 16′ |
| 20.   | Oktavbaß   | 8′  |
| 21.   | Gedacktbaß | 8′  |
| 22.   | Oktavbaß   | 4′  |
| 23.   | Posaune    | 16′ |

- Koppeln: II/I, I/P, II/P